# Bill Hougland
William Marion "Bill" Hougland (Caldwell, Kansas, 20 de junio de 1930-Lawrence, Kansas, 6 de marzo de 2017), fue un baloncestista estadounidense. Con 1,95 metros de estatura, su puesto natural en la cancha era el de alero. Fue dos veces campeón olímpico con Estados Unidos, en los Juegos Olímpicos de Helsinki 1952 y en Melbourne 1956.